# 가와즈정
가와즈정(일본어: 河津町)은 일본 시즈오카현의 이즈반도 동안에 위치한 가모군의 정이다.

## 지리
정의 대부분은 산악 지대와 삼림으로 이루어져 있고 가와즈 강가의 평지에 시가지가 퍼져 있다. 동부는 사가미만(태평양)과 접한다.

## 역사
- 에도 시대 말기에는 15개의 촌이 존재했다.
- 1889년 - 시정촌제 시행으로 가미카와즈촌, 시모카와즈촌이 되었다.
- 1958년 9월 - 가미카와즈촌과 시모카와즈촌이 합병해 가와즈정이 되었다.

## 인구
| 연도 | 인구   | ±%     |
| ---- | ------ | ------ |
| 1940 | 9,170  | —      |
| 1950 | 10,768 | +17.4% |
| 1960 | 10,547 | −2.1%  |
| 1970 | 9,624  | −8.8%  |
| 1980 | 9,509  | −1.2%  |
| 1990 | 9,118  | −4.1%  |
| 2000 | 8,705  | −4.5%  |
| 2010 | 8,002  | −8.1%  |

## 교통

### 철도
- 이즈 급행 이즈 급행선

### 도로
- 국도 135호선
- 국도 414호선